# Jean-Marc Morandini
Pour les articles homonymes, voir Morandini et JMM.
Jean-Marc Morandini est un animateur de radio, journaliste, présentateur de télévision et producteur français, né le 5 août 1965 à Marseille.
Il se fait connaître dans les années 1990 avec l’émission Tout est possible sur TF1, puis poursuit sa carrière sur Europe 1 (2003–2016), Direct 8 (2006–2012) et NRJ 12 à partir de 2012. Il rejoint CNews en 2017, où il anime Morandini Live.
Il est également le créateur du site d’actualités médias jeanmarcmorandini.com, lancé en 2006.
En 2016, il fait l’objet de poursuites judiciaires liées à ses activités de producteur. Il est condamné en appel en 2025 pour corruption de mineur et harcèlement sexuel, un pourvoi en cassation est annoncé.

## Biographie

### Origines, formation et début de carrière
Jean-Marc Morandini est né le 5 août 1965 à Marseille. Il est le fils de Laurent Morandini, ingénieur en télécommunications d'origine corse, et d'une mère secrétaire d'origine sarde.
Dès l'âge de 10 ans, le métier de présentateur de télévision l'intéresse. Il obtient un baccalauréat scientifique puis un BTS de commerce. Sa mère l'inscrit en école de journalisme. Pendant son service militaire, il intègre le Service d'informations et de relations publiques des armées (SIRPA) comme agent administratif.
Diplômé de l'École de journalisme et de communication de Marseille, il fait ses débuts dans les années 1980 sur la chaîne Radio Star de Marseille, puis travaille comme reporter de 1986 à 1987 pour le quotidien Le Méridional, et présente le journal de 13 h sur FR3 Midi-Pyrénées. En 1988, Jean-Marc Morandini devient journaliste et envoyé spécial sur La Cinq, où il va ensuite être présentateur puis rédacteur en chef. En 1992, il anime une chronique « Consommation » dans Télématin sur France 2 et présente les journaux de la matinale sur NRJ.

### Parcours à la télévision

#### TF1
De septembre 1993 à juin 1997, Jean-Marc Morandini anime l'émission Tout est possible sur TF1,, avec pour thème les « destins hors du commun ». Il y présente des portraits de célébrités comme Lolo Ferrari, ou des histoires d'anonymes comme celle d'« un aveugle qui découvre sa femme après avoir retrouvé la vue ». « Du cul, de l'angoisse, des larmes », résume l'animateur dans un livre à propos de l'émission.
L'émission et son animateur essuient des critiques : Le Point parle de procédés « racoleurs » et « voyeurs », tandis que Libération dénonce la « veulerie » intellectuelle de l'émission, en la comparant à un « porno » . Le Nouvel Observateur surnomme l'animateur « Morazizi » tandis que le journal télévisé satirique Les Guignols de l'info présente sa marionnette comme la « créature crétinisante » des dirigeants de la chaîne TF1.
Bien que l'audience de l'émission ne se démente pas, TF1 l'arrête en 1997, en précisant que ses programmes sont « en quête de sens ». Tout est possible fait à l'époque figure de symbole de la télé poubelle ; L'Express considère, vingt ans plus tard, que l'émission a annoncé d'autres programmes comme C'est mon choix, ainsi que l'arrivée en France de la téléréalité.

#### Match TV
À partir du 15 octobre 2004, parallèlement à son émission sur Europe 1, Jean-Marc Morandini anime Ça reste entre nous, un talk-show quotidien sur l'actualité people sur Match TV. La chaîne disparait en 30 août 2005.

#### Direct 8
À partir du 3 avril 2006, toujours parallèlement à son émission sur Europe 1, il présente Morandini !, une émission quotidienne d'une heure consacrée aux médias diffusée chaque soir en direct sur la chaîne de télévision Direct 8. À partir de novembre, dans le cadre de l'élection présidentielle française de 2007, son émission est provisoirement rallongée pour durer 90 minutes.
En juillet 2009, certains médias accusent l'animateur de « bidonnage » : dans une émission spéciale à l'occasion des funérailles de Michael Jackson, deux journalistes semblent en duplex depuis Los Angeles, alors qu'ils se trouvent dans un autre studio de la chaîne à Puteaux,. L'animateur reconnaît « une connerie », qu'il attribue à une erreur d'incrustation de la part du réalisateur, tandis que l'un des deux journalistes, Jean-Luc Geneste, regrette d'avoir participé à l'émission, estimant s'être fait berner.
En décembre 2009, le Conseil supérieur de l'audiovisuel (CSA) indique être intervenu auprès de Direct 8, car « ces images, de nature à abuser les téléspectateurs, sont en contradiction avec [...] l'exigence d'honnêteté dans la présentation et le traitement de l'information ». En mars 2011, le CSA adresse de nouveau une mise en garde à Direct 8 pour avoir diffusé dans l'émission Morandini ! un vidéoclip sexuellement explicite sans aucune signalétique « en méconnaissance des règles d'apparition de la signalétique jeunesse ». La dernière émission de Morandini ! est diffusée le 13 juillet.
À partir de mars 2009, tous les derniers lundis du mois en première partie de soirée sur Direct 8, il présente également Présumé Innocent, un magazine sur des faits de société[réf. nécessaire].

#### NRJ 12
Il rejoint NRJ 12 à la rentrée 2012 pour animer et produire, via sa société de production, « Ne zappez pas productions », le magazine quotidien Vous êtes en direct, diffusé du lundi au vendredi en access prime-time, à 18h30. En juillet 2013, le CSA rappelle NRJ 12 à ses obligations déontologiques, à la suite de la diffusion le 17 mai d'un reportage présenté avec la mention « en direct » alors qu'il était enregistré quelques jours plus tôt.
À partir de février 2013, il présente sur NRJ 12 l'émission Crimes, consacrée aux faits divers.
À  compter du 26 août 2013, il anime Morandini: télé, people, buzz en access prime-time du lundi au vendredi à partir de 18 h 55. Mais faute d'audience, l'émission est déprogrammée par la chaine au bout de 15 jours et cesse le 6 septembre 2013.
À partir du 21 mai 2014, il anime Scandales, une émission décryptant des évènements médiatiques, à l'instar de l'affaire François Hollande-Julie Gayet, la vie sentimentale de Lady Di et l'affaire de dopage concernant Lance Armstrong.
À partir de juin 2015, il présente une nouvelle émission consacrée aux faits divers intitulée Crimes en direct.
Le 20 octobre 2015, Morandini reprend le concept de Face à France, émission créée sur la Cinq en 1987 ; elle est diffusée en direct chaque mardi en deuxième partie de soirée. Mais les 18 novembre et 25 novembre 2015, l'épisode 5 n'est pas diffusé par NRJ 12 à la suite de son opposition à la proposition de Jean-Marc Morandini qui voulait aborder le sujet des attentats du 13 novembre 2015 à Paris. Le 27 novembre, NRJ 12 annonce la déprogrammation définitive de l'émission, officiellement en raison de « l'actualité dramatique persistante »[réf. nécessaire]. Le patron de NRJ12 voulait privilégier les sujets légers tels que la téléréalité, ce qui ne correspondait pas au concept de départ de l'émission.
À la suite de la mise en examen du présentateur pour corruption de mineur aggravée en 2016, NRJ 12 décide de supprimer ses apparitions.

#### I-Télé
En juin 2016, Jean-Marc Morandini est annoncé sur I-Télé à la rentrée de septembre pour y présenter la tranche info de 18 h-19 h, tout en restant sur NRJ 12.
Dans les semaines qui suivent l'annonce de son arrivée, il est cependant mis en cause pour ses pratiques de casting en tant que producteur et visé par une plainte pour « corruption de mineur aggravée ». Fin août, dans un communiqué, le groupe Canal+ confirme l'arrivée de Jean-Marc Morandini sur la chaîne, au nom du « principe de présomption d'innocence » à la suite des accusations portées à son encontre à une date qui reste à déterminer, afin de permettre à l’animateur de préparer sa défense. « Dans le respect du principe de présomption d’innocence, le Groupe Canal + confirme l’arrivée de Jean-Marc Morandini sur iTélé [...] En cas de condamnation, Jean-Marc Morandini et iTélé ont d’ores et déjà prévu qu’il quitterait le groupe sans indemnité ». Alors que l'animateur a été mis en examen, la rédaction d'i-Télé vote une motion de défiance à une très large majorité et la Société des journalistes de la chaîne publie un communiqué exprimant « colère et incompréhension ».
Le 17 octobre 2016, pour protester contre l'arrivée de Jean-Marc Morandini, une grève est votée par la rédaction de la chaîne info, grève reconduite dans les jours qui suivent,. Le premier numéro de Morandini Live n'en est pas moins diffusé le 17 octobre : cette émission consacrée aux médias, filmée grâce à des techniciens de Canal + appelés en renfort pour parer à la grève d'i-Télé, est néanmoins boycottée par les annonceurs publicitaires. La première diffusion de Morandini Live, très médiatisée, se traduit par une nette remontée des audiences de la tranche horaire d'i-Télé, mais le second numéro est suivi par moitié moins de téléspectateurs, tandis que les journalistes de la chaîne continuent leur grève.
La protestation contre l'arrivée de Morandini s'inscrit dans une contestation plus large de la gestion de la chaîne par le groupe Canal+. La presse et les réseaux sociaux se font l'écho des approximations et des fausses informations qui émaillent les émissions (sujet superficiellement traité ou erroné, magnétos mal orthographiés, publi-reportage pour Stéphane Plaza et ses agences, lecture des communiqués de presse des chaînes ou plagiat d'une page Wikipédia en guise de sujet pour la chroniqueuse Rachel Bourlier, intervention d'une fausse experte en politique américaine qui n'est en réalité que consultante en ressources humaines, duplex avec une prétendue correspondante à New York, présentée comme une spécialiste des séries américaines, se révélant être la fille d'une chroniqueuse, exerçant le métier de photographe à Londres,). La désaffection des annonceurs publicitaires se confirme également, plusieurs demandant expressément que leurs publicités ne figurent pas dans la tranche horaire de l'émission. Le 24 octobre, Canal+, propriétaire d'I-Télé, annonce que l'émission est suspendue pour « raisons opérationnelles », jusqu'à la fin de la grève,.

#### CNews
Le 4 septembre 2017, l'émission Morandini Live revient sur CNews et Non Stop People (Canalsat #46), pour des diffusions chaque jour de la semaine entre 11 h et 12 h. La presse ne se montre pas plus clémente qu'en 2016 à l'égard de l'émission, soulignant son amateurisme, l'indigence de ses analyses ou l'absence de notoriété de ses chroniqueurs,,,.

#### NRJ 12
En août 2018, la chaîne NRJ 12 annonce lancer une déclinaison quotidienne de Crimes, tous les jours en semaine à 13 h 35 intitulée Crimes et faits divers : la quotidienne, afin d'analyser avec des experts des histoires vraies aussi « fascinantes qu'effrayantes ».

### Parcours à la radio

#### Groupe NRJ
Fin 1995, Jean-Marc Morandini rejoint le groupe NRJ pour animer la Morandini family sur la radio musicale Chérie FM, dont il prendra la direction d'antenne en juin 1997. En mai 1999, il prend également la direction d'antenne de Nostalgie. En novembre 1999, il démissionne du groupe NRJ.

#### Groupe LV&Co
En juin 2000, il rejoint le groupe LV&Co de Gérard Louvin, propriétaire des radios Voltage et MFM. En octobre 2001, il remplace au poste de directeur général Christophe Sabot, qui rejoint le groupe Lagardère, avant de quitter le groupe LV&Co en avril 2003 pour se concentrer sur l'animation au sein de la radio RMC Info.

#### RMC
À partir d'août 2002, il anime la tranche de la mi-journée sur RMC. En juillet 2003, il est licencié par la station à la suite d'une interview parue dans Le Parisien, dans laquelle il critiquait sévèrement la politique menée par les dirigeants de NextRadioTV, le qualifiant de « financiers » et non de « journalistes ». En juillet 2004, le tribunal de grande instance de Paris déboute la station qui réclamait 1,5 million d'euros de dommages et intérêts à son ancien animateur pour ses propos.

#### Europe 1

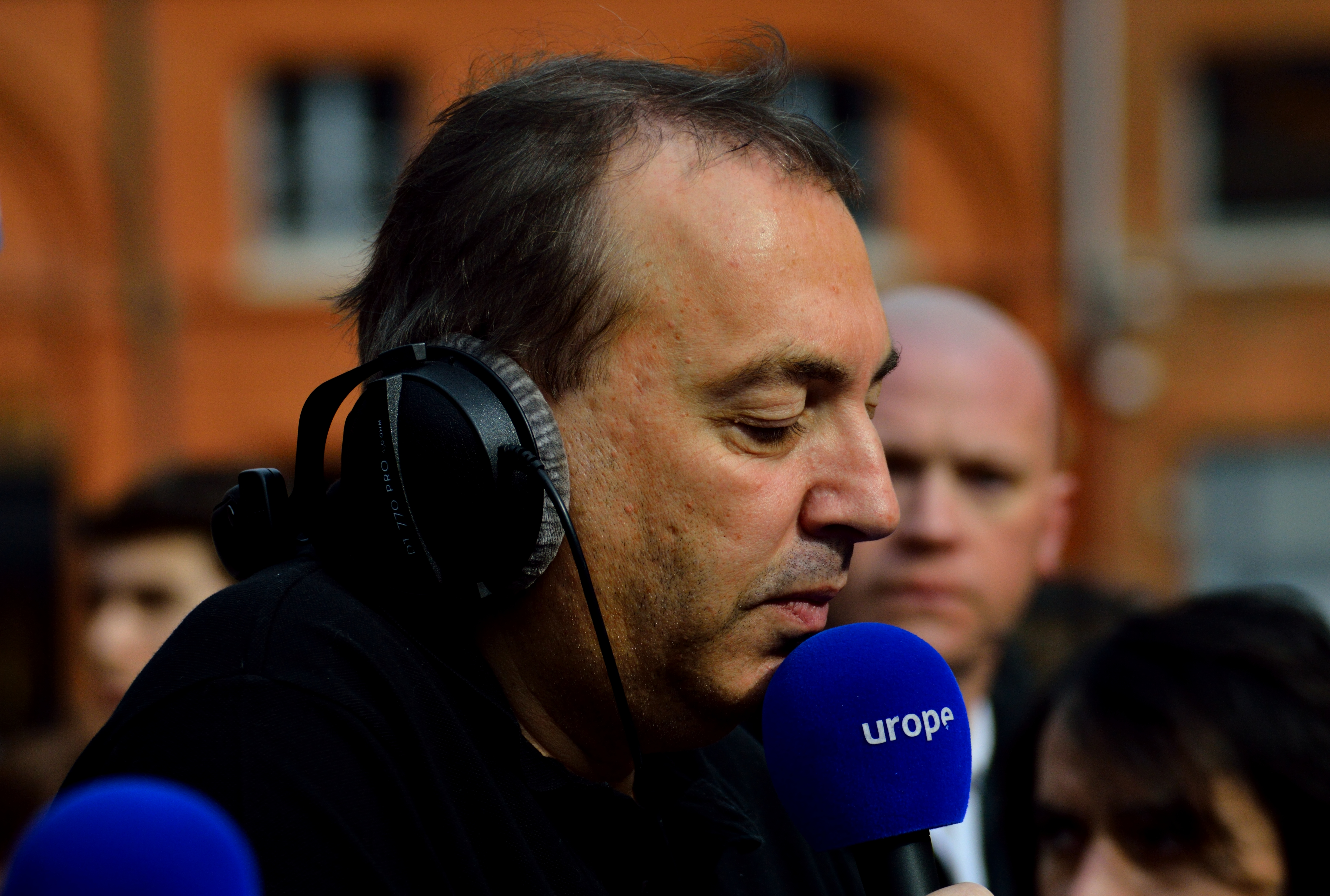
Jean-Marc Morandini au micro d'Europe 1 en 2015.

En août 2003, il rejoint Europe 1, pour animer une émission consacrée aux médias du lundi au vendredi entre 10 h 30 et 12 h.
En août 2007, il reprend la tranche 11 h - 14 h sur Europe 1 avec Le Grand Direct. L'émission comporte une heure consacrée à la télévision puis un talk-show de deux heures consacré à l'actualité,.
En août 2009, cette émission voit sa durée réduite de trois à deux heures trente de 11 h à 13 h 30.
À partir de mars 2011, il ne présente plus Le Grand Direct des Médias qu'entre 11 h et 12 h, tandis que Patrick Roger reprend la présentation de la tranche de 12 h à 13 h 30, en baisse d'audiences de 8 % sur un an. Désormais, il intervient également dans la matinale vers 9 h 20 pour notamment évoquer les audiences de la veille. En septembre 2011, l'émission consacrée aux médias sur Europe 1 voit son horaire avancé pour être diffusée de 9 h 30 à 10 h 30.
À la rentrée 2014, Jean-Marc Morandini comptabilise trois heures d'antennes sur Europe 1. En effet, son émission Le Grand Direct des Médias est divisée en trois parties d'une heure : Le Grand direct des médias, Le Grand direct de l'actu et Le Grand direct de la santé,.
Le 26 juillet 2016, à la suite de sa mise en cause dans des affaires de mœurs, Europe 1 précise dans un communiqué que « d'un commun accord » l'animateur se met « provisoirement en retrait de l'antenne », tout en restant salarié de la station. Il est finalement congédié un an plus tard, après avoir trouvé un arrangement financier.
Le 13 juin 2025, puis du 16 au 20 juin 2025, 9 ans après son éviction d'Europe 1, Jean-Marc Morandini annonce sur son blog son retour sur l'antenne de la station, assurant l'intérim de la case 16h-18h, jusqu'ici occupée par Cyril Hanouna et son émission « On marche sur la  tête ». Son retour a provoqué une inquiétude du CSE du groupe Lagardère, l'animateur ayant été condamné en appel « à deux ans de prison avec sursis et 20 000 euros d’amende pour corruption de mineurs. Une peine assortie d’une inscription aux fichiers des auteurs d’infractions sexuelles et d’une interdiction d’exercer une profession en contact avec des mineurs » rappelle le quotidien Libération dans son édition du 18 juin 2025. Jean-Marc Morandini s'est pourvu en cassation. Selon Médiapart, les stagiaires mineurs, notamment lycéens, présents dans les locaux de la station, « seront placés sous la responsabilité de tuteurs » et « seront installés en salle « Tropicale » à l’étage 0 avec différents ateliers par jour » , et ce afin d'éviter tout contact avec l'animateur.

### Presse écrite
En décembre 2008, Morandini arrête sa collaboration avec France-Soir pour proposer début janvier 2009 une chronique dans Direct Soir, le quotidien gratuit du groupe Bolloré, qui contrôle également la chaîne Direct 8.

### Sites internet
En 2006, Jean-Marc Morandini lance le site jeanmarcmorandini.com, dédié à l’actualité des médias. Il succède à un blog créé en 2005 et à d’autres initiatives en ligne plus anciennes comme toutestnet.com.
Le site rencontre rapidement un large public, avec jusqu’à un million de visiteurs uniques mensuels en 2008. Il propose des informations, vidéos et analyses sur les médias, la télévision et les personnalités du paysage audiovisuel français. Le site s’affiche comme indépendant mais bénéficie aussi de collaborations ponctuelles avec des groupes audiovisuels.[réf. nécessaire]
En 2007, le site est brièvement associé au portail Tele7.fr avant de reprendre son indépendance. Propriété de Jean-Marc Morandini à travers la société The Web Family, il est cédé au groupe Bolloré Médias en 2011, puis racheté à nouveau par son fondateur en 2013[réf. nécessaire].
Jean-Marc Morandini utilise son site comme prolongement de ses activités télévisuelles et radiophoniques, y relayant des exclusivités ou sujets d’actualité abordés dans ses émissions. Le site reste actif et continue d’évoluer au fil des formats et plateformes numériques.

#### Contentieux liées au site
Le site jeanmarcmorandini.com a fait l'objet de plusieurs contentieux juridiques depuis sa création.[réf. nécessaire]
En octobre 2009, la société éditrice du site est condamnée pour concurrence déloyale envers le site Ozap.com (aujourd'hui PureMédias) pour avoir publié des chiffres d’audience jugés trompeurs. Un accord amiable est trouvé en janvier 2012.
En novembre 2012, la Cour d’appel de Paris condamne le site pour reprise systématique de contenus issus du magazine Le Point sans autorisation. La décision est annulée en cassation en 2014.
En mars 2013, la société éditrice est condamnée à verser 171 000 € à un ancien prestataire technique au titre de recettes publicitaires non reversées.

## Affaires judiciaires
Le texte peut changer fréquemment, n’est peut-être pas à jour et peut manquer de recul. 
Le titre et la description de l'acte concerné reposent sur la qualification juridique retenue lors de la rédaction de l'article et peuvent évoluer en même temps que celle-ci.

### Origine des accusations
Le 12 juillet 2016, Les Inrockuptibles publient une enquête accusant Jean-Marc Morandini de pratiques inappropriées lors des castings de la websérie Les Faucons, notamment des sollicitations sexuelles, des demandes de nudité, et des irrégularités contractuelles,,.
Morandini dément les accusations, parle de diffamation, et organise une conférence de presse pour dénoncer un complot,.

### Procédures judiciaires
En août 2016, deux enquêtes sont ouvertes : l’une pour harcèlement sexuel et travail dissimulé, l’autre pour corruption de mineur. Le 21 septembre 2016, Morandini est placé en garde à vue, puis mis en examen pour corruption de mineur aggravée.
L'enquête sur les castings est classée sans suite en janvier 2017. Mais Morandini reste poursuivi pour harcèlement sexuel et corruption de mineur, avec plusieurs renvois en correctionnelle en 2021 et 2022,.

### Jugements et condamnations

#### Affaire de corruption de mineurs
Morandini est jugé à partir d’octobre 2022 et condamné en décembre 2022 à un an de prison avec sursis, obligation de soins et inscription au FIJAIS. En appel, sa peine est portée à deux ans de prison avec sursis, 20 000 € d’amende et interdiction définitive de travailler auprès de mineurs.
En juin 2025, Mediapart révèle que la direction d'Europe 1 isole ses stagiaires de seconde dans le sous-sol de leurs locaux pour éviter tout contact avec l'animateur condamné.

#### Affaire de harcèlement sexuel et travail dissimulé
Jugé en avril 2023, il est d’abord condamné à six mois de sursis. En appel, le 27 janvier 2025, la peine est alourdie à 18 mois de prison avec sursis, obligation de suivi psychologique et amende de 50 000 € pour travail dissimulé,.

#### Affaire d'atteinte à la vie privée
En 2017, Morandini est condamné à verser 6 500 € à Matthieu Delormeau pour atteinte à la vie privée.

## Résumé de ses activités médiatiques et d'écrivain

### Publications
- Le Bal des faux-culs, Paris, Éditions L'Archipel, 2004, 258 p. (ISBN 2-84187-572-5)
- L'Enfer du décor, L'Archipel, 2005, 325 p. (ISBN 2-84187-678-0)
- Télé-vérité : Parents, vos enfants sont en danger !, L'Archipel, 2006, 232 p. (ISBN 2-84187-799-X)
- Télé, l'implosion : Chronique d'un désastre annoncé, L'Archipel, 2007, 305 p. (ISBN 2-84187-988-7)

### Programmes de télévision présentés
- 1986-1987 : présentateur du journal de 13 h (FR3 Midi-Pyrénées)
- 1988-1992 : journaliste et envoyé spécial (La Cinq)
- 1992 : chroniqueur « Consommation » dans Télématin (France 2)
- 1993-1997 : Tout est possible (TF1)
- 2004-2005 : Ça reste entre nous (Match TV)
- 2006-2012 : Morandini ! (Direct 8)
- 2009-2012 : Présumé innocent (Direct 8)
- 2010 : Les Plus Grandes Évasions (Direct 8)
- 2012-2013 : Vous êtes en direct (NRJ12)
- 2013-2021 : Crimes (NRJ12)
- 2013 : Morandini : télé, people, buzz (NRJ12)
- 2014 : Scandales (NRJ12)
- 2015-2016 : Crimes en direct (NRJ12)
- 2015 : Face à France (NRJ12)
- depuis 2016 : Morandini Live (i-Télé puis CNews et Non Stop People)
- 2018-2021 : Héritages (NRJ12)
- 2018-2022 : Crimes & faits divers : la quotidienne (NRJ12)
- 2019-2022 : Crimes & faits divers : le prime en direct (NRJ12)
- 2019-2022 : Urgences (NRJ12)
- 2020-2021 : Retrouvailles (NRJ12)
- 2021-2022 : Vidéosurveillance : les images choc (NRJ12)
- 2025 : Victimes : elles sortent du silence (C8) : narrateur